# Triteleia metatarsalis
Triteleia metatarsalis är en stekelart som först beskrevs av Alan Parkhurst Dodd 1920.  Triteleia metatarsalis ingår i släktet Triteleia och familjen Scelionidae. Inga underarter finns listade i Catalogue of Life.